# Glenea lineatopunctata
Glenea lineatopunctata é uma espécie de escaravelho da família Cerambycidae. Foi descrita por Stephan von Breuning em 1950.  É conhecida a sua existência no Bornéo.